# Ciudad Morelos, Baja California
Ciudad Morelos är en ort i Mexiko.   Den ligger i kommunen Playas de Rosarito och delstaten Baja California, i den nordvästra delen av landet, 2 300 km nordväst om huvudstaden Mexico City. Ciudad Morelos ligger 172 meter över havet och antalet invånare är 2 040.
Terrängen runt Ciudad Morelos är platt åt nordväst, men åt sydost är den kuperad. Havet är nära Ciudad Morelos åt sydväst.  Närmaste större samhälle är Tijuana, 17,6 km norr om Ciudad Morelos. Omgivningarna runt Ciudad Morelos är i huvudsak ett öppet busklandskap.